# Gil Vicente Futebol Clube 2015-2016
Questa voce raccoglie le informazioni riguardanti il Gil Vicente Futebol Clube nelle competizioni ufficiali della stagione 2015-2016.

## Rosa
| N. |                           | Ruolo | Calciatore         |
| -- | ------------------------- | ----- | ------------------ |
| 1  | Brasile (bandiera)        | P     | Serginho           |
| 3  | Portogallo (bandiera)     | D     | Pedro Galvão       |
| 4  | Brasile (bandiera)        | D     | Sandro Costa       |
| 5  | Portogallo (bandiera)     | D     | Kiki               |
| 6  | Libia (bandiera)          | C     | Djamal Mahamat     |
| 7  | Capo Verde (bandiera)     | C     | Vagner             |
| 8  | Capo Verde (bandiera)     | C     | Platiny            |
| 10 | Portogallo (bandiera)     | A     | Vítor Gonçalves    |
| 11 | Georgia (bandiera)        | C     | Avtandil Ebralidze |
| 13 | Guinea-Bissau (bandiera)  | C     | Nanissio           |
| 14 | Corea del Sud (bandiera)  | C     | Yeo Bong-hun       |
| 15 | Costa d'Avorio (bandiera) | C     | Kassé Kódjo        |
| 18 | Portogallo (bandiera)     | A     | João Pedro         |
| 20 | Portogallo (bandiera)     | D     | Cadú               |

| N. |                       | Ruolo | Calciatore      |
| -- | --------------------- | ----- | --------------- |
| 21 | Argentina (bandiera)  | A     | Jonathan Rubio  |
| 22 | Portogallo (bandiera) | D     | Pedro Lemos     |
| 23 | Capo Verde (bandiera) | D     | Pecks           |
| 24 | Portogallo (bandiera) | D     | Ricardo Miranda |
| 25 | Portogallo (bandiera) | A     | Goba            |
| 32 | Ghana (bandiera)      | C     | Ishmael Yartey  |
| 36 | Brasile (bandiera)    | D     | Renan Alves     |
| 37 | Brasile (bandiera)    | D     | Bruno Fonseca   |
| 41 | Capo Verde (bandiera) | P     | Ivan Somada     |
| 45 | Portogallo (bandiera) | A     | Paulinho        |
| 90 | Portogallo (bandiera) | P     | Júlio Neiva     |
| 98 | Nigeria (bandiera)    | C     | Sodiq Fatai     |
| 99 | Nigeria (bandiera)    | A     | Simy            |
|    | Portogallo (bandiera) | D     | Lucas Sousa     |